# Acer striatum
Acer striatum é uma espécie de árvore do gênero Acer, pertencente à família Aceraceae.